# James Klugmann
Norman John Klugmann, alias James Klugmann, né le 27 décembre 1912 à Londres et mort en 1977, est un agent de renseignement, journaliste et écrivain britannique, également militant communiste. Membre de la section yougoslave du service secret britannique Special Operations Executive durant la Seconde Guerre mondiale, il écrivit après-guerre une histoire du Parti communiste de Grande-Bretagne.

## Éléments biographiques

### Cambridge
Étudiant à  Gresham's School puis au Trinity College (Cambridge), Klugmann s’inscrit au parti communiste et fréquente les membres de la société des « Cambridge Apostles (apôtres) », dont  Guy Burgess, Donald Maclean, John Cairncross, Anthony Blunt et Kim Philby, les célèbres Cinq de Cambridge.[réf. nécessaire]
Dans les années 1930, il est l'un des dirigeants du mouvement des Jeunesses Communistes européennes.
En 1936, l'espion soviétique Arnold Deutsch recrute Klugmann sous le nom de code Mer (« maire »). Pour cela, le NKVD a dû obtenir le consentement du secrétaire général du parti communiste britannique Harry Pollitt. L'objectif de Deutsch est d'utiliser Klugmann comme « découvreur de talents » pouvant éventuellement persuader des étudiants communistes de s'engager dans une activité clandestine au lieu de militer ouvertement. Klugmann sera utilisé pour faire la première approche de John Cairncross en vue de le recruter début 1937. Cairncross deviendra le cinquième des « espions de Cambridge. »

### Sa guerre au sein du Special Operations Executive
Soldat du Train au début de la Seconde Guerre mondiale, Klugmann est nommé sous-lieutenant (General List) le 16 juin 1942 et sert comme officier de renseignement durant le conflit. 
Klugmann est nommé, avec le grade de commandant, chef de la section "Yougoslavie" du Special Operations Executive en février 1942, d'abord au Caire puis à Bari ; il reçoit d'ailleurs le 22 février 1945 une citation pour services distingués. 
Après la guerre, grâce à des micros cachés dans le quartier-général du parti communiste à Londres, le MI5 enregistrera une conversation de Klugmann avec le haut responsable du parti Bob Stewart où Klugmann dira avoir faussé les rapports du SOE qu'il écrivait pour exagérer l'efficacité des partisans communistes yougoslaves et augmenter l'aide alliée qui leur était destinée, au détriment des guérilleros tchetniks. En conséquence, le MI5 - et ensuite certains auteurs - croit que Klugmann est responsable de l'abandon du soutien allié à Dragoljub "Draža" Mihailović en février 1944. Cependant, c'est exagérer l'influence de Klugmann. En réalité, les décisions britanniques en faveur de Tito, chef de la résistance communiste, sont prises à un niveau bien au-dessus des chefs du SOE, et basées sur le décryptage des communications radios allemandes qui montrent la passivité et la collaboration des tchetniks.
D'autres officiers britanniques en poste à Bari (quartier général de la Force 133 du SOE) sont pro-communistes, tels le capitaine James Eyre qui se présente aux premières élections générales d’après-guerre, en 1945, sur une liste communiste, ou le chef de la section albanaise du SOE, le commandant Eliot Watrous.
Pragmatique, Billy Stawell, officier de carrière, commandant du SOE Proche-Orient, défend Klugmann, présenté comme "intelligent" et "lucide", luttant "efficacement" contre les forces de l’Axe, ennemi du moment. 
D'avril à août 1945, Klugmann servit en Yougoslavie avec la mission militaire dépêchée auprès des forces de Tito.
Comme ses amis Guy Burgess, Donald Maclean et Anthony Blunt, Klugmann fut suspecté d’avoir été, dès cette période, un espion soviétique infiltré dans l'administration anglaise.

### Après la guerre
Après la Seconde Guerre mondiale il est membre du comité exécutif du Parti Communiste britannique et propriétaire des éditions Marxism Today.
Après la guerre, ouvertement communiste, Klugmann devint un journaliste influent qui écrivit les deux premiers tomes de l’officielle History of the Communist Party of Great Britain, achevée par  Noreen Branson.

## Œuvres
- The History of the Communist Party of Great Britain
  - Vol. 1. Formative and Early Years 1919-1924,  (ISBN 0-85315-372-8)
  - Vol. 2. The General Strike 1925-26,  (ISBN 0-85315-374-4)
- Wall Street's Drive to War (Communist Party, 1950)
- From Trotsky to Tito (Lawrence & Wishart, 1951) ASIN B0006DBG3G
- The Peaceful Co-existence of Capitalism and Socialism (People's Publishing House 1952) ASIN B0007K14QM
- Dialogue of Christianity and Marxism (Lawrence & Wishart, 1967) ASIN B000G9OYD4
- What Kind of Revolution?: A Christian-Communist Dialogue (Panther, 1968)  (ISBN 0-586-02580-4)
- The Future of Man (Communist Party of Great Britain, 1971)  (ISBN 0-900302-20-8)
- Marxism Today: Theoretical and Discussion Journal of the Communist Party (Communist Party of Great Britain, 1975) ASIN B0006DLHUI